# Christoffer Hinrich Grundmann
Christoffer Hinrich Grundmann (* 24. März 1950 in Bergheim) ist ein deutscher evangelischer Theologe.

## Leben
Nach Studium der evangelischen Theologie, Vikariat in Caracas, der Ordination und einer vierjährigen Dozententätigkeit am Tamilnadu Theological Seminary in Madurai wurde er theologischer Referent und Krankenhauspfarrer beim Deutschen Institut für ärztliche Mission. Nach der Promotion (1991) und Tätigkeit als wissenschaftlicher Assistent am Institut für Missions-, Ökumene- und Religionswissenschaften der Universität Hamburg habilitierte er sich 1996, wurde Privatdozent und übernahm auch Lehraufträge für Missions- und Religionswissenschaft an den Universitäten Tübingen, Oldenburg, Kiel und Leipzig. Im Jahr 2001, während er kurzzeitig am Zentrum für Gesundheitsethik der Evangelisch-lutherischen Landeskirche Hannovers arbeitete, wurde er von der Universität Hamburg zum Professor (§ 17 HmbHG) ernannt. Von 2001 bis 2016 lehrte er als John R. Eckrich University Professor in Religion and the Healing Arts an der Valparaiso University, Valparaiso, Indiana, USA.

## Schriften (Auswahl)
- Gesandt zu heilen! Aufkommen und Entwicklung der ärztlichen Mission im neunzehnten Jahrhundert (= Missionswissenschaftliche Forschungen Band 26). Gütersloher Verlagshaus, Gütersloh 1992, ISBN 3-579-00246-5 (zugleich Dissertation, Hamburg 1991).
  -  Sent to heal! Emergence and development of medical missions. University Press of America, Lanham 2005, ISBN 0761833196 (zugleich Dissertation, Hamburg 1991).
  -  Sent to heal! Emergence and development of medical missions (= Missiological classics series Band 12). Centre for Contemporary Christianity, Bangalore 2014, ISBN 93-80548-68-0 (zugleich Dissertation, Hamburg 1991).
- Studien zur Theologie und Wirkungsgeschichte von Ludwig Harms. Verlag an der Lottbek Jensen, Ammersbek 1994, ISBN 3-86130-020-6.
- Leibhaftigkeit des Heils. Ein missionstheologischer Diskurs über das Heilen in den zionistischen Kirchen im südlichen Afrika (= Hamburger theologische Studien Band 11). Lit, Hamburg 1997, ISBN 3-8258-2732-1 (zugleich Habilitationsschrift, Hamburg 1996).
- In Wahrheit und Wahrhaftigkeit. Für einen kritischen Dialog der Religionen. LVH, Hannover 1999, ISBN 3-7859-0763-X.
- Beyond "holy wars". Forging sustainable peace through interreligious dialogue. A Christian perspective. Pickwick Publications, Eugene 2014, ISBN 1620329492.
- Interreligious Dialogue - An Anthology of Voices Bridging Cultural and Religious Divides. Christoffer Grundmann, editor. Anselm Academic, Winona, WN, 2015, ISBN 978-1-59982-676-9.